# Sintula furcifer
Sintula furcifer är en spindelart som först beskrevs av Simon 1911.  Sintula furcifer ingår i släktet Sintula och familjen täckvävarspindlar. Inga underarter finns listade i Catalogue of Life.